# Kobylany (Pequeña Polonia)
Kobylany [pronunciación en polaco: /kɔbɨˈlanɨ/] es un pueblo en el distrito administrativo de Gmina Zabierzów, dentro del Distrito de Kraków, Voivodato de Pequeña Polonia, en el sur de Polonia. Se encuentra aproximadamente 4 kilómetros al noroeste de Zabierzów y 17 kilómetros al noroeste de la capital regional, Kraków. El pueblo está localizado en la región histórica de Galitzia.
El pueblo tiene una población de 780 habitantes.